# Elmrothska garveriet

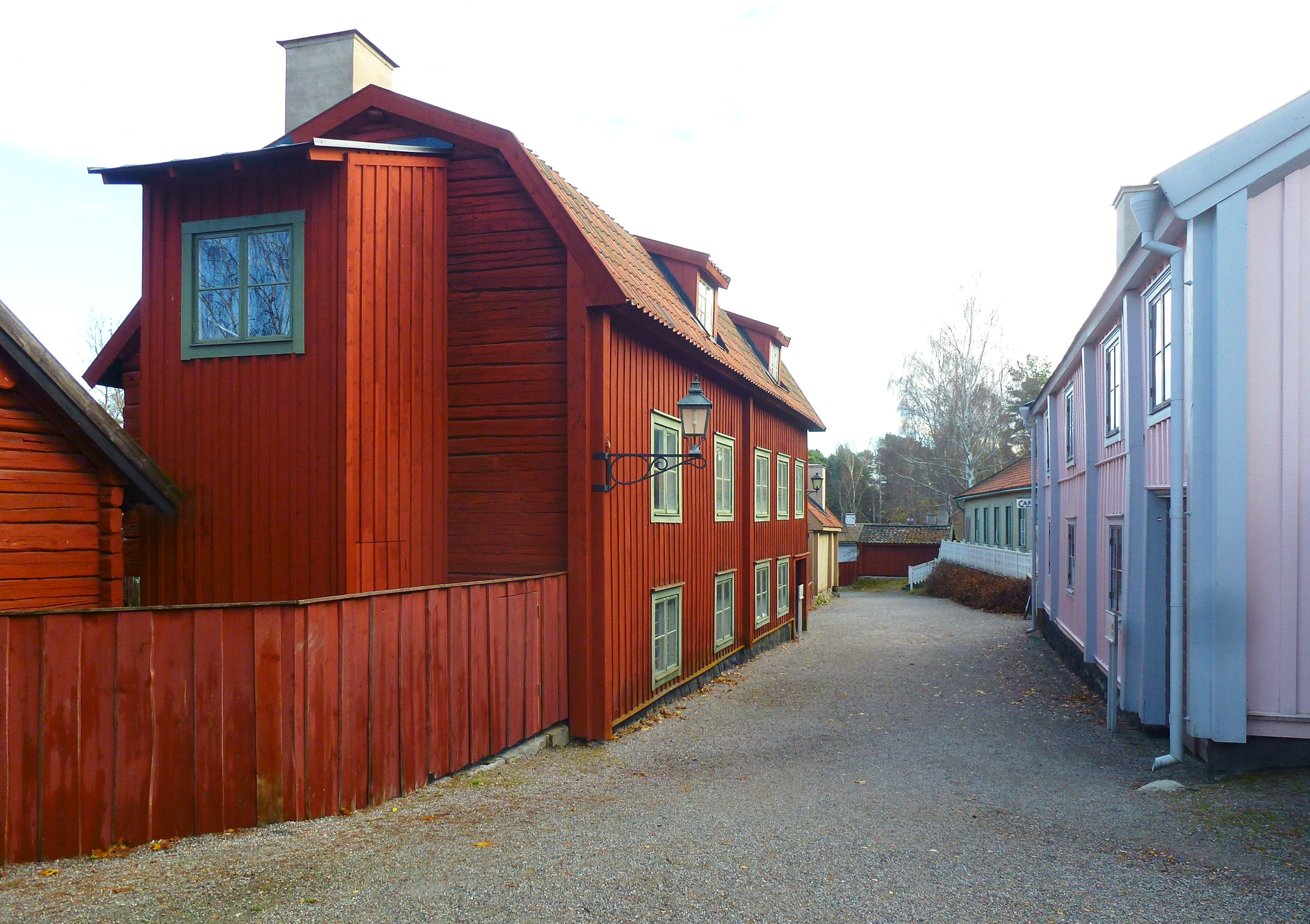
Garverigården (till vänster), 2015.

Elmrothska garveriet kallas en byggnad på friluftsmuseet Torekällberget i Södertälje. Garverigården består av flera hus som flyttades hit från olika platser i Södertälje. Själva garveriet låg ursprungligen vid Garvaregatan, där Varuhuset Kringlan uppfördes 1967. I anläggningen på Torekällberget visas förutom garveriet ett kopparslageri och en måleriverkstad. Även museets krukmakeri har sin verksamhet här.

## Historik
- Ursprunglig placering, koordinater: 59°11′50.6″N 17°37′36.5″Ö / 59.197389°N 17.626806°Ö

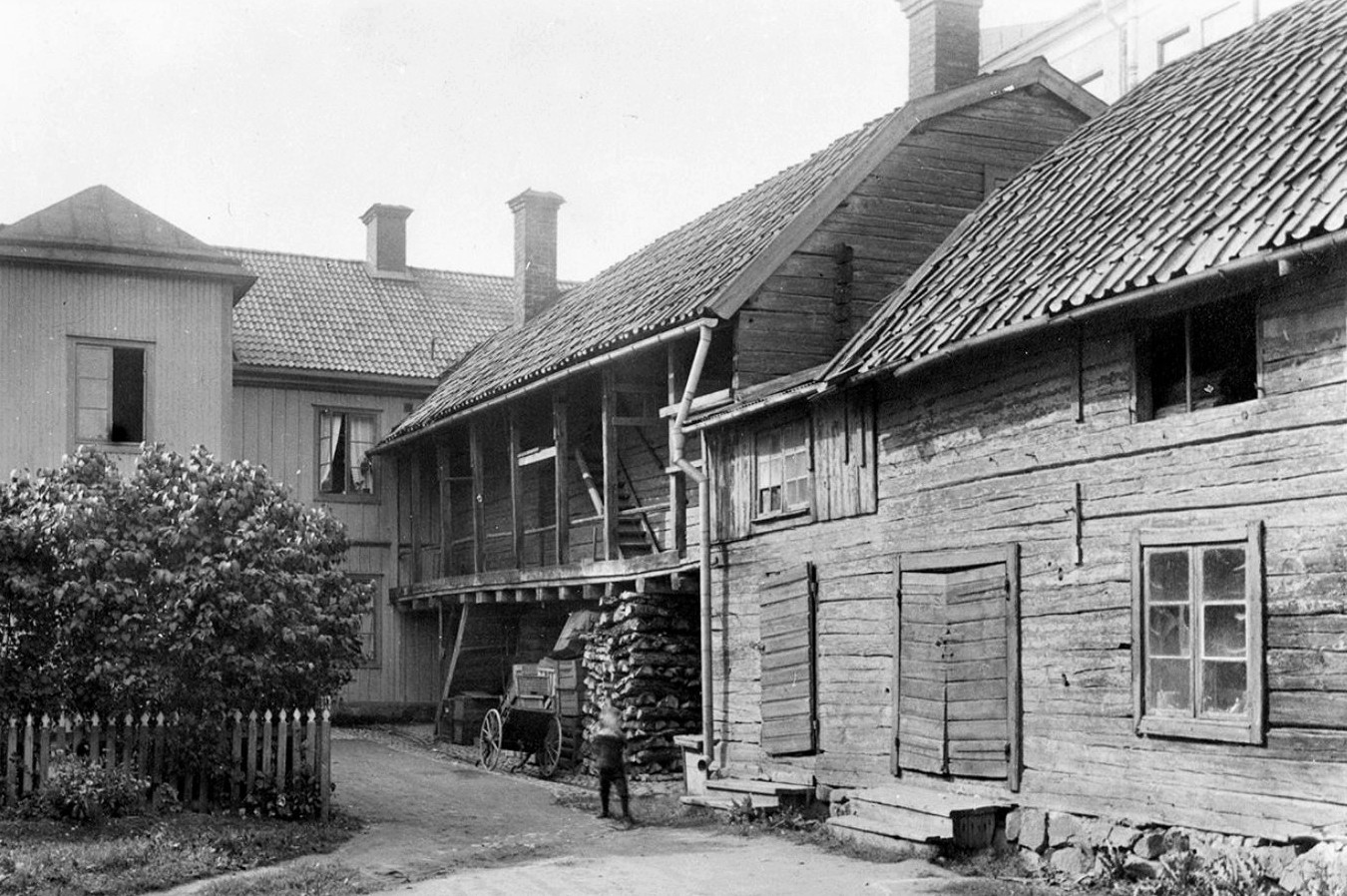
Elmroths garveri (huset med loftgången) på sin ursprungliga plats omkring 1900.

Elmrothska garveriet är uppkallat efter garvaren Carl Erik Elmroth som tog över verksamheten 1823 och drev den till sin död 1864. Då fanns fem garverier vid Garvaregatan och Elmrots garveri var ett av de största. Därefter ledde hans hustru Sofia Carolina Christiansson garveriet fram till 1907 som då var det enda kvarvarande i Södertälje. Hon gifte om sig med en man från Grödinge socken, men det var hon ledde verksamheten. Närheten till Södertälje kanal var en lämplig plats för ett garveri som krävde tillgång till mycket vatten. Men verksamheten var illaluktande varför den lades på 1870-talet till stadens utkanter. Till garverigården flyttade då andra verksamheter.
Själva garveribyggnaden uppfördes på 1790-talet. Långsidan med det överbyggda portlidret vette mot Garvaregatan. Husets synliga timmerstockar kläddes först på 1930-talet med panel. Verkstaden med lägerberedning låg på bottenvåningen och mellanvåningen. Högst upp låg torkvinden med gesällkammare. På svalgången torkades hudarna. 
Till gården hörde flera uthus från 1700-talet bland dem brygghus, materialbod, stall för tre hästar, vedbod, torkvindar samt ett överbyggt portlider. Förmodligen fanns på gården tre nedgrävda garvkärl för beredning och färgning av skinn samt en avlång ränna för garvning och valkning av hudarna. Till bebyggelsen hörde även ett bostadshus med tretton rum.

### Flytten till Torekällberget
I ramen för Södertäljes citysanering på 1960-talet revs flera byggnader vid Storgatan / Garvaregatan. Elmrothska gården räddades dock för eftervärlden men bara loftgångshuset flyttades i slutet av 1960-talet till sin nuvarande plats på Torekällberget. På den ursprungliga platsen står sedan 1965 Varuhuset Kringlan, ritad av arkitekterna Erik och Tore Ahlsén. Till gårdsmiljön på Torekällberget hör också Gustav Victor Nyströms koppar-, bleck- och plåtslageri som det såg ut år 1910 och är inredd i garvaregårdens bottenvåning samt målarmästare Per August Sandholms verkstad i Järna år 1900. 
Torekällbergets krukmakeri ligger i ett tidigare bostadshus som flyttades från Jovisgatan 7 till sin nuvarande plats 1962. På den ursprungliga tomten uppfördes varuhuset EPA (idag Åhléns) efter ritningar av arkitekt Fritz Voigt. Krukmakeriet drivs av föreningen Torekällbergets krukmakeri, med verkstad, butik och kursverksamhet. Övriga hus på garvaregården är flyttade från olika platser i Södertälje.

### Bilder

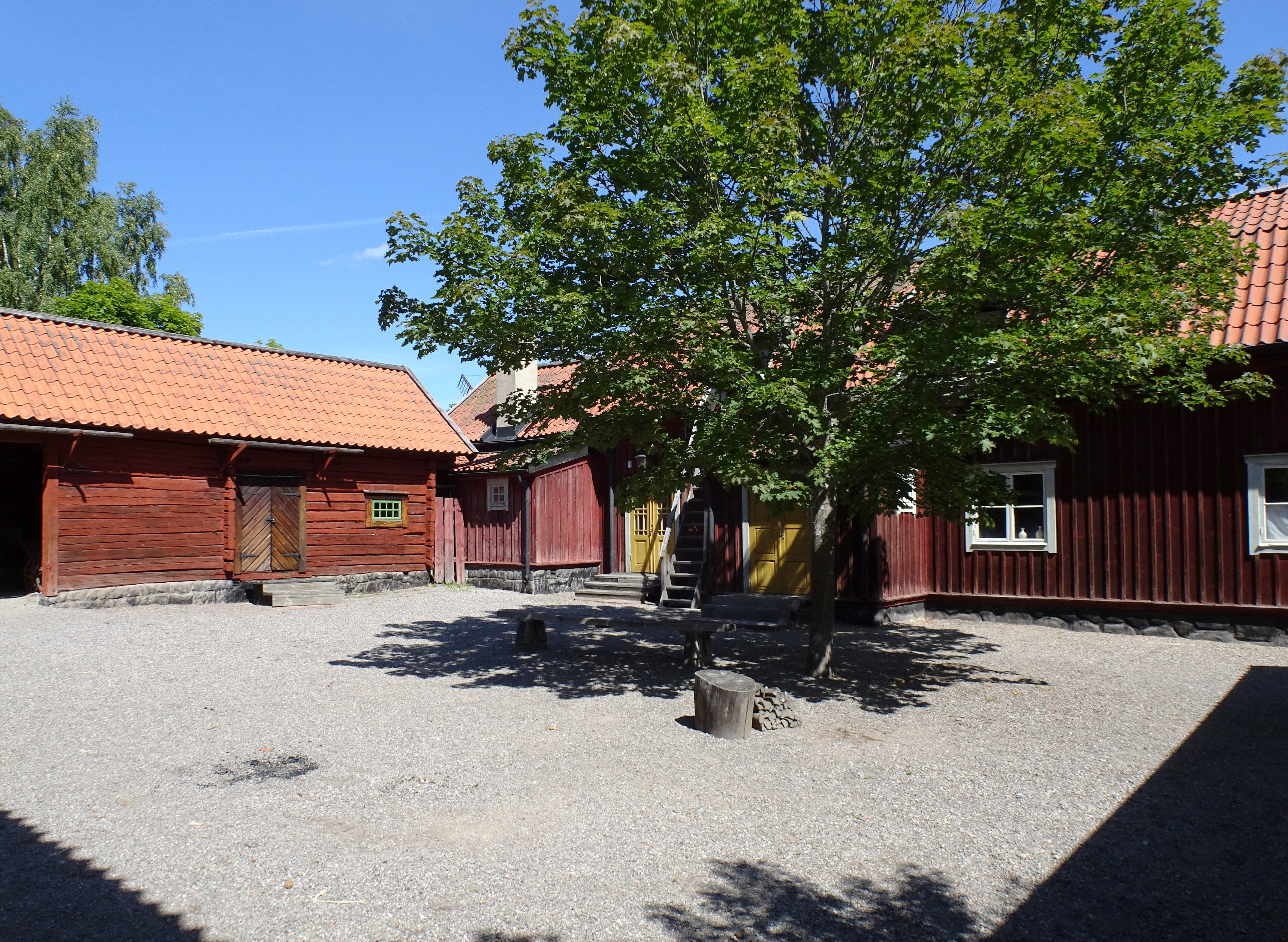
Innergården, till vänster portlidshuset till höger krukmakarhuset.
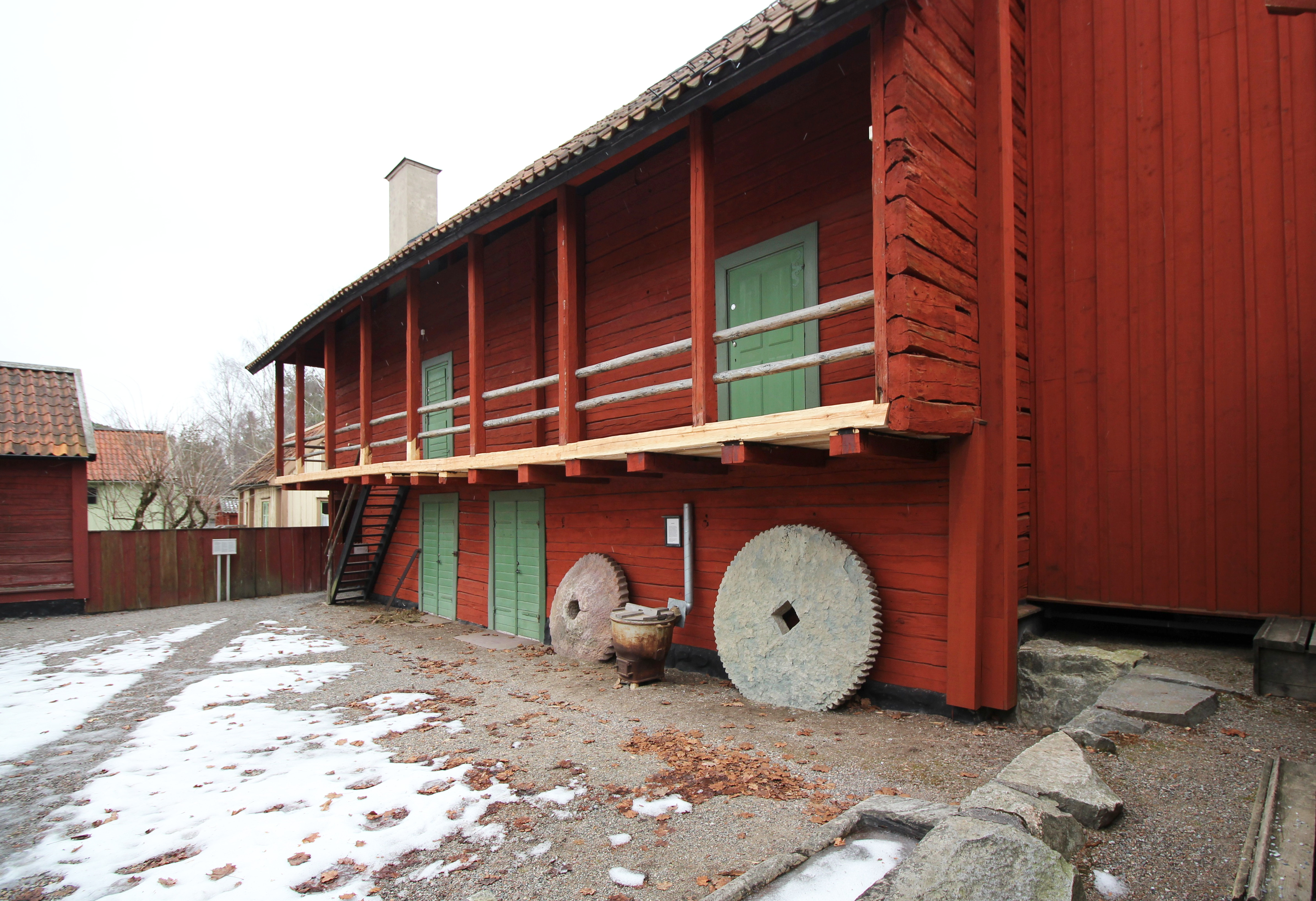
Garverihuset med sin loftgång sett från gården.
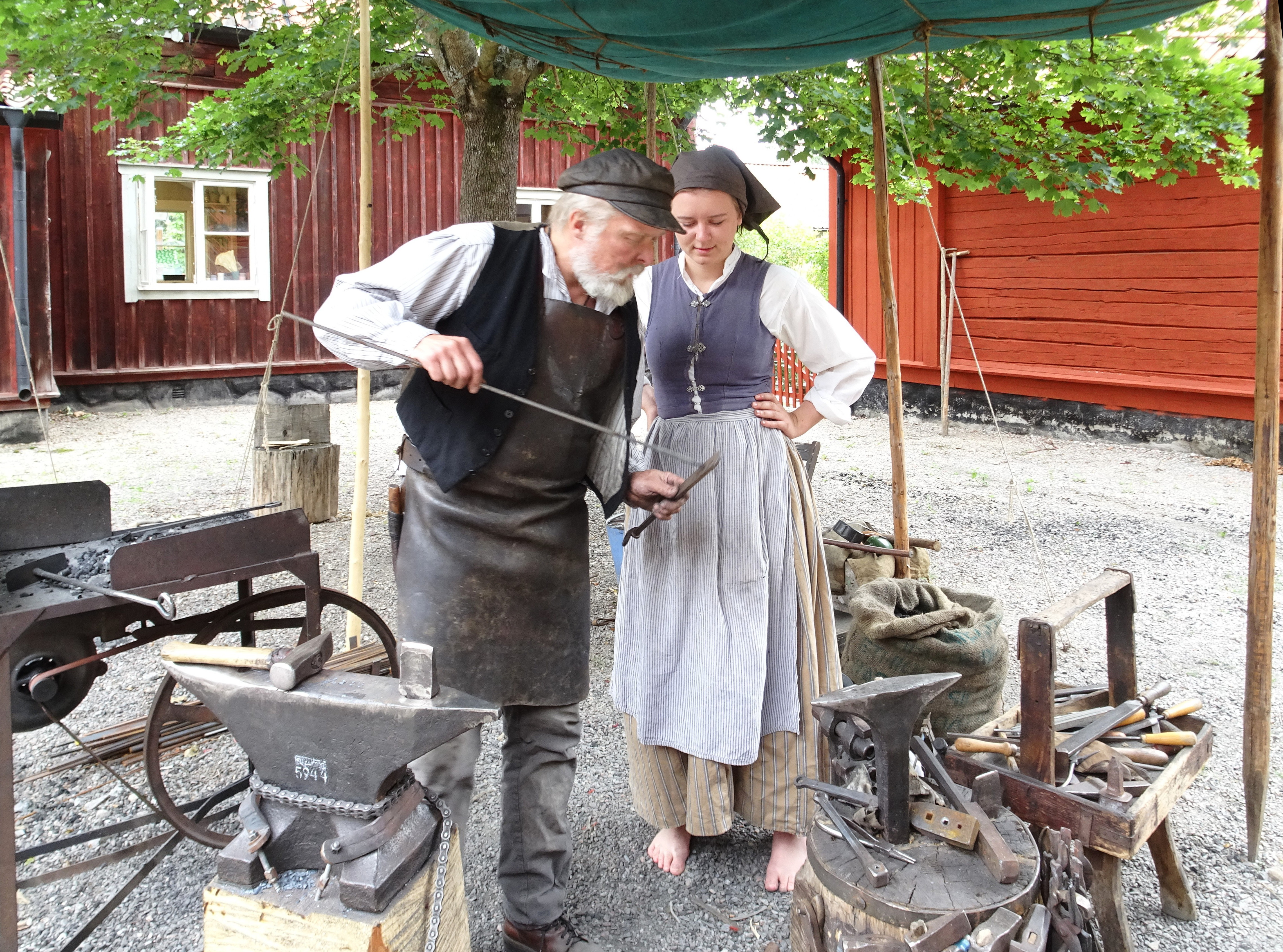
Verksamhet på innergården.
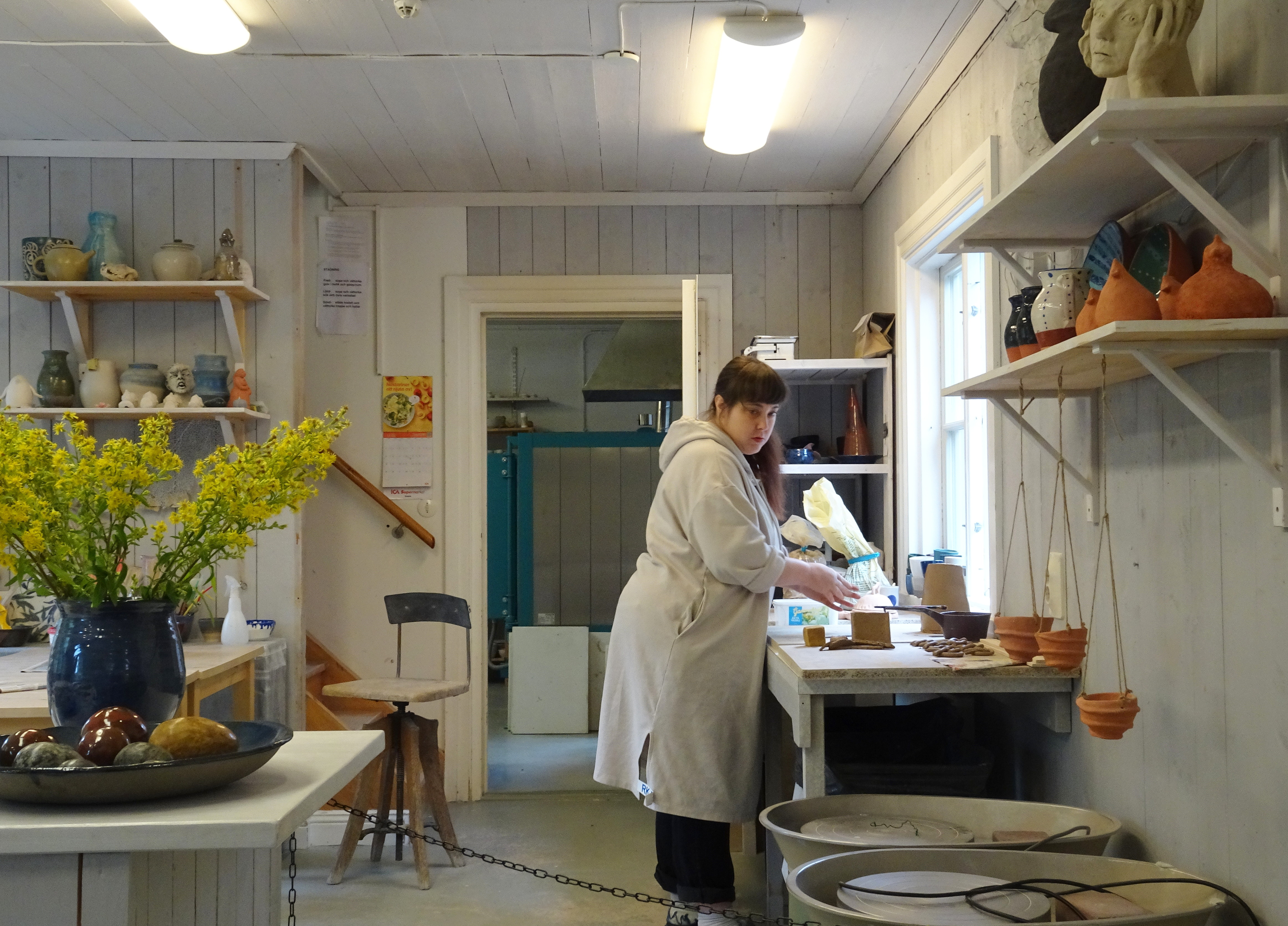
Verksamhet på krukmakeriet.